# Jizán
Jizán (en árabe: جيزان‎), conocido en la antigüedad como Almikhlaf Alsulimani, es la capital de la provincia de Jizán, se encuentra ubicada en el extremo suroeste de Arabia Saudita. La ciudad de Jizan se sitúa a orillas del mar Rojo, tiene una comarca agrícola importante, siendo famosa por su calidad, cantidad y variedad de producción, destacándose por el café, cebada, mijo y trigo, frutas, como la manzana, plátanos, uvas, limones y frutas tropicales, como el mango, higos y papaya. Su población es de 100.694 habitantes, según el censo de 2004. Al norte se sitúan las islas Farasan.
El subdistrito más austral de la Jizán es Samtah, conocido por el Hospital General de Samtah, que fue uno de los primeros hospitales en dar asistencia durante las Guerras del Golfo Árabe de la década de 1990.
Los habitantes de Jazan, son árabes, el islam es la religión de la mayoría de los habitantes de la ciudad y la provincia, la población es en su mayoría sunitas del rito Shafii.